# ℃-ute

℃-uteの旧ロゴ
（2015年3月31日まで使用）

℃-ute（キュート）は、2005年から2017年まで活動した日本の女性アイドルグループ。ハロー!プロジェクトに属していた。事務所はアップフロントプロモーション（旧・アップフロントエージェンシー）。2005年結成、2017年に解散。

## 概要

### 経緯
ハロー!プロジェクト・キッズ（当時15人）のうちのBerryz工房のメンバー（当時8人）を除く7人（この7人がオリジナルメンバー）により、2005年6月11日に結成された。その後翌2006年1月2日に、ハロプロエッグから有原栞菜が加入して8人になったが、同年10月31日に村上愛が脱退し、さらに2009年7月9日に有原が脱退、同年10月25日に梅田えりかが卒業したので、解散するまでは5人の活動となった。
当初はリーダーが存在するかどうかは公表されていなかったが、2006年1月2日に行われたハロー!プロジェクトのコンサートにおいて、他のグループのリーダー（Berryz工房はキャプテン）とともに矢島舞美が司会として出演し、矢島が℃-uteのリーダーであることが明らかになった（就任の日時は不明）。なお、有原の加入の発表はこの時の司会による。

### 結成の背景
2004年1月に結成されたBerryz工房は、結成当初「発表されたメンバーはあくまでスターティングメンバーであり、学校行事などのために一時的にメンバーをキッズ内で入れ替えてゆく」と予告されていた。しかし、実際には入れ替えは一度も行われずにスターティングメンバーのままで結成1年半後にソロコンサートツアーを行うまでになっており、入れ替え制度は既に有名無実化していた。また、同ユニット以前に結成されたキッズ参加ユニットの ZYXとあぁ! はともにメンバーにBerryz工房の参加者を含んでいたため、活動休止を余儀なくされていた。
こうした状況の中で、Berryz工房でないハロー!プロジェクト・キッズの7人は、グループ名を持たないまま、2004年夏のハロー!プロジェクトのコンサートやH.P.オールスターズなどに出演していたが、Berryz工房メンバーとそれ以外のキッズ達との活動状況には無視できない大きな差が生じて来ていた。また期間限定ユニットの参加においてBerryz工房に参加しているメンバーは「Berryz工房」として表記し、参加していないメンバーについては「ハロー!プロジェクト・キッズ」と表記していたが、Berryz工房に参加しているメンバーも厳密には「ハロー!プロジェクト・キッズ」に残っているため、非ベリキッズなどBerryz工房と分けるために名前をつけるものもいた。この当時について、メンバー全員が「悔しかった」と心情を吐露している。
このように「グループに属さないハロー!プロジェクト・キッズの7人のメンバー」として扱うのにも限界が生じたため、格差を解消しコンサート・イベント出演やグッズ販売などの活発化を図るべく7人を1つのグループとして独立させる構想が生まれた。
そして2005年6月11日から開催された安倍なつみのソロコンサート『地球温暖化防止キャンペーン「熱っちい地球を冷ますんだっ。」安倍なつみ 歌とトークの ふれあいコンサート』へBerryz工房以外のキッズ7人がゲストとして出演することになり、これに合わせて、つんく♂（シャ乱Q）によって℃-uteと命名された。この2005年6月11日が℃-uteの結成日である。
同年下半期にはハロー!プロジェクトメンバーのライブにサプライズで登場し、前座ではあったが曲を披露した。基本的に南関東地区でのライブに参加していた。

### メジャー・デビュー
℃-uteの最初の4枚のCDはインディーズレーベルからリリースされ、グループ結成（2005年6月11日）から「桜チラリ」でメジャーCDデビュー（2007年2月21日）するまでに約1年8か月を要した。℃-uteがリリースした作品について詳しくは℃-uteの作品・出演一覧参照。

### 特徴
- プロデューサーのつんく♂は、℃-uteを「ハロプロ一のパフォーマンス」と自身のブログで評していた。
- 発売した全てのシングルがオリコンウィークリーチャートで10位以内に入っていた。
- 「9月10日は℃-uteの日」と称して、2006年から9月10日に毎年イベントを行っていた。
- 2015年3月3日にBerryz工房が活動停止して以降、2017年6月12日の解散までハロー!プロジェクト最年長グループとなり、グループ記載順が序列1位の筆頭格となっていた[6][注 6]。
- 「アイドルが憧れるアイドル」と言われており、ファンのみならず、アイドルからの人気もある。

## メンバー

### 解散時のメンバー
| 名前                       | 生年月日 （現年齢）   | 血液型 | 身長  | 出身地 | メンバーカラー | 旧メンバーカラー | 備考                                   |
| -------------------------- | --------------------- | ------ | ----- | ------ | -------------- | ---------------- | -------------------------------------- |
| 矢島舞美 （やじま まいみ） | 1992年2月7日（33歳）  | O型    | 166cm | 埼玉県 | レッド         | ライトピンク     | リーダー 解散後はタレントとして活動。  |
| 中島早貴 （なかじま さき） | 1994年2月5日（31歳）  | O型    | 156cm | 埼玉県 | スカイブルー   | オレンジ         | 2021年12月31日から芸能活動を一時休止。 |
| 鈴木愛理 （すずき あいり） | 1994年4月12日（31歳） | B型    | 161cm | 千葉県 | ライトピンク   | グリーン         | 解散後はソロとして歌手活動を継続。     |
| 岡井千聖 （おかい ちさと） | 1994年6月21日（31歳） | A型    | 152cm | 埼玉県 | グリーン       | ブルー           | 2020年4月30日、芸能界を引退。          |
| 萩原舞 （はぎわら まい）   | 1996年2月7日（29歳）  | AB型   | 158cm | 埼玉県 | イエロー       | パープル         | 解散と同時に芸能界を引退。             |

### 過去に在籍していたメンバー
| 名前                         | 生年月日 （現年齢）   | 血液型 | 出身地   | 加入年月日    | 卒業・脱退日 卒業公演会場    | メンバーカラー | 備考                                                   |
| ---------------------------- | --------------------- | ------ | -------- | ------------- | ---------------------------- | -------------- | ------------------------------------------------------ |
| 村上愛 （むらかみ めぐみ）   | 1992年6月6日（33歳）  | A型    | 埼玉県   | 2005年6月11日 | 2006年10月31日 卒業公演なし  | スカイブルー   | 学業に専念するためグループを脱退。同時に芸能界も引退。 |
| 有原栞菜 （ありはら かんな） | 1993年6月15日（32歳） | A型    | 神奈川県 | 2006年1月2日  | 2009年7月9日 卒業公演なし    | レッド         | 持病の外反母趾悪化のためグループを脱退。               |
| 梅田えりか （うめだ えりか） | 1991年5月24日（34歳） | A型    | 神奈川県 | 2005年6月11日 | 2009年10月25日 NHK大阪ホール | イエロー       | ファッションモデルへの転身のため卒業。                 |

## 略歴
節を設けているものは、詳細はその節を参照。
2002年
6月30日、のちのオリジナルメンバー7人が、のちのBerryz工房メンバー8人とともにハロー!プロジェクト・キッズオーディションを通過して、ハロー!プロジェクト・キッズ（当初15人）としてハロー!プロジェクトへ加入した。なお、オーディションの結果発表はハロー!モーニング。の番組内で生放送で行われた。
2004年
1月14日、Berryz工房結成。これ以降、Berryz工房以外の7人がしばしば公式・非公式にBerryz工房と対比されて扱われた。
6月 有原栞菜ら32人がハロプロエッグオーディションに合格、ハロプロエッグを結成。
2005年
6月11日、℃-ute結成。つんく♂オフィシャルサイトでユニット名発表。
命名者であるつんく♂は、「彼女達のみなぎる情熱の体温をなんとなく表現したくて」と言う理由により、「C」の代わりに摂氏温度の単位である「℃」の記号を用い、後ろの部分とはハイフンで連結するという独特な表記を採用した。
2006年
1月2日、有原栞菜の加入が発表された。℃-uteメンバーとしての活動は28日から。
5月6日・7日、両日開催されたモーニング娘。コンサート会場で「まっさらブルージーンズ」を限定発売（インディーズCDデビュー）。以後も6月、7月と3ヶ月連続でCDをリリースすると発表された。
6月、「札幌商工会議所創立100周年記念事業 こども未来博2006」（7月29日 - 8月20日）の応援隊を務めることが決定され、「わっきゃない(Z)」がテーマソングに選ばれた。これに合わせ、「わっきゃない(Z)」が7月までの連続CDリリースに続く第4弾として、8月に発売されると発表された（7月29日から未来博会場の月寒グリーンドームで先行発売）。
9月6日、DVD「ミュージックV特集①〜キューティービジュアル〜」を発売（DVDでのメジャーデビュー）。
10月25日、ファーストアルバム『キューティークイーン VOL.1』を発売（アルバムでのメジャーデビュー）。
11月1日、村上愛が10月31日付で学業専念を理由に脱退したことを発表。
2007年
2月21日、メジャーデビューシングル「桜チラリ」を発売（メジャーCDデビュー）。オリコンチャート初登場5位を記録し、女性アイドルグループのデビュー曲としては史上初の上位5位入りを果たした。
4月18日、アルバム『②mini〜生きるという力〜』を発売。
7月11日、シングル「めぐる恋の季節」を発売。
10月17日、シングル「都会っ子 純情」を発売。
12月30日、第49回日本レコード大賞にて、最優秀新人賞受賞。
12月31日、第58回NHK紅白歌合戦にて、紅白歌合戦初出場。
2008年
2月27日、シングル「LALALA 幸せの歌」を発売。
3月12日、アルバム『3rd〜LOVE エスカレーション!〜』を発売。
4月23日、シングル「涙の色」を発売。
7月30日、シングル「江戸の手毬唄II」を発売。
11月26日、シングル「FOREVER LOVE」を発売。
2009年
1月28日、アルバム『④憧れ My STAR』を発売。
2月26日、有原栞菜が、持病で患っていた外反母趾が悪化したためステージでのパフォーマンスが困難になり、治療が必要となったため、℃-ute及びハロー!プロジェクトとしての活動を休止することを発表。
4月15日、シングル「Bye Bye Bye!」を発売。
7月1日、シングル「暑中お見舞い申し上げます」を発売。
7月11日、7月9日をもって、有原栞菜が℃-ute及びハロー!プロジェクトを脱退したことを発表。
8月1日、10月25日をもって、梅田えりかがファッションモデルを目指すため℃-ute及びハロー!プロジェクトを卒業することを発表。
9月19日、シングル「EVERYDAY 絶好調!!」がオリコンシングルデイリーランキングで、自身初の1位を獲得。
10月25日、梅田えりかが卒業。
11月18日、ベストアルバム『℃-uteなんです!全シングル集めちゃいましたっ!①』を発売。
11月21日、メンバーカラー変更、SHOCK事件
2010年
1月6日、シングル「SHOCK!」を発売。
2月24日、アルバム『ショッキング5』を発売。
4月16日、GREEにて公式ブログを開設。
4月28日、シングル「キャンパスライフ〜生まれて来てよかった〜」を発売。
8月25日、シングル「Danceでバコーン!」を発売。
10月16日、動画配信サイトYouTubeにて℃-ute公式チャンネルを開設。
2011年
2月23日、シングル「Kiss me 愛してる」を発売。
4月6日、アルバム『超WONDERFUL!⑥』を発売。
5月25日、シングル「桃色スパークリング」を発売。
6月18日、よこすか芸術劇場で行われる『℃-uteコンサートツアー2011春『超！超ワンダフルツアー』』の公演の模様を、YouTube公式チャンネルで生配信した。
9月7日、シングル「世界一HAPPYな女の子」を発売。
11月9日、Berryz工房×℃-uteシングル「甘酸っぱい春にサクラサク」を発売。
2012年
2月8日、アルバム『第七章「美しくってごめんね」』を発売。
4月18日、シングル「君は自転車 私は電車で帰宅」を発売。
6月20日、Berryz工房×℃-uteシングル「超HAPPY SONG」を発売。
6月30日、よこすか芸術劇場で行われる『℃-uteコンサートツアー2012春夏〜美しくってごめんね〜』の最終日・最終公演の模様を、YouTube公式チャンネルで生配信した。
9月5日、シングル「会いたい 会いたい 会いたいな」を発売。
11月21日、ベストアルバム『②℃-ute神聖なるベストアルバム』を発売。
2013年
2月6日、シングル「この街」を発売。
4月3日、シングル「Crazy 完全な大人」を発売。また、この日の発売イベントにおいて、単独では初の日本武道館公演を9月10日℃-uteの日に、初の海外公演を7月5日にパリで行うことが、つんく♂より発表された。
6月29日、『℃-uteコンサートツアー 2013春 〜トレジャーボックス〜』のファイナル公演にて、日本記念日評議会によって、9月10日が「℃-uteの日」として認定されたことをステージ上で発表した。
7月4日 - 7日、フランス・パリで開催された第14回 Japan Expo に GUEST OF HONOR（名誉ゲスト・招待枠）2013 MUSIC として出演。
7月10日、シングル「悲しき雨降り/アダムとイブのジレンマ」を発売。
9月4日、アルバム『⑧ Queen of J-POP』を発売。
9月9日 - 9月10日、自身初の日本武道館ライブが2日間に渡り行われた。このうち10日のライブには森高千里がゲストとして登場し「この街」をコラボで歌った。
11月6日、シングル「都会の一人暮らし/愛ってもっと斬新」を発売。
2014年
3月5日、シングル「心の叫びを歌にしてみた/Love take it all」を発売。同日、BS-TBSのキャンペーンアイドルに（4月1日から9月30日までの半年間）就任することを公式発表した。
7月16日、シングル「The Power/悲しきヘブン(Single Version)」を発売。
11月19日、シングル「I miss you/THE FUTURE」を発売。
2015年
3月21日、Amebaにて公式ブログを開設。これに伴い、GREEの公式ブログは3月31日をもって更新終了。
4月1日、シングル「The Middle Management〜女性中間管理職〜/我武者LIFE/次の角を曲がれ」を発売。
10月28日、シングル「ありがとう〜無限のエール〜/嵐を起こすんだ Exciting Fight!」を発売。
12月23日、アルバム『℃maj9』を発売。
2016年
4月2日、『℃-uteコンサートツアー2016春〜℃ONCERTO〜』が開始。
4月20日、シングル「何故 人は争うんだろう?/Summer Wind/人生はSTEP!」を発売。
8月20日、2017年6月開催予定のさいたまスーパーアリーナライブにてグループの解散を発表。
11月2日、シングル「夢幻クライマックス/愛はまるで静電気/Singing〜あの頃のように〜」を発売。
2017年
1月5日、この日のコンサートで解散日を6月12日と発表。
3月29日、ラストシングル「To Tomorrow/ファイナルスコール/The Curtain Rises」を発売。
5月3日、ラストアルバム『℃OMPLETE SINGLE COLLECTION』を発売。
6月12日、ラストライブ「℃-ute ラストコンサート in さいたまスーパーアリーナ　～Thank you team ℃-ute～」を開催し解散。
2025年
1日2日、過去にリリースした楽曲を翌3日より各サブスクリプション型（定額制）音楽ストリーミングサービスで配信開始することを発表。

## 記録

### 獲得音楽賞
- ベストヒット歌謡祭2007 新人アーティスト賞 （2007年、日本テレビ）
- 第40回日本有線大賞 有線音楽賞：「めぐる恋の季節」 （2007年）
- 第49回日本レコード大賞 最優秀新人賞：「都会っ子 純情」 （2007年、TBSテレビ・ラジオ）
- 第41回日本作詩大賞 入賞：「江戸の手毬唄II」 （2008年）
- 第50回日本レコード大賞 優秀作品賞：「江戸の手毬唄II」 （2008年、TBSテレビ・ラジオ）
- 第58回NHK紅白歌合戦（2007年、NHK総合・ラジオ第1） - Special LOVE Mix 〜幸せの平成20周年 Ver.〜[注 8]。ハロー!プロジェクト10周年記念紅白スペシャル隊として「モーニング娘」「Berryz工房」と合同出演、初出場。

## ℃-ute以外のハロー!プロジェクトでの活動
℃-uteのメンバーが他のハロー!プロジェクトのメンバーと活動したものやグループのアルバム等に参加したもの
- きら☆ぴか （久住小春・萩原舞）
- Buono! （嗣永桃子・夏焼雅・鈴木愛理）
- アテナ&ロビケロッツ （新垣里沙・光井愛佳・中島早貴・岡井千聖）
- 7.5冬冬モーニング娘。ミニ! （モーニング娘。 CDミニアルバム） （2006年12月13日）
  - 第4曲「寒いから冬だもん!〜どうもこうもないっすよミキティ〜」に岡井・萩原がセリフと歌で参加
- 安倍なつみ&矢島舞美（℃-ute） （安倍なつみ・矢島舞美）
- ガーディアンズ4 （光井愛佳・熊井友理奈・中島早貴・菅谷梨沙子）
- DIY♡ （矢島舞美・徳永千奈美・夏焼雅・中島早貴・飯窪春菜）
- ダイヤレディー （鈴木愛理、菅谷梨沙子）
- メロウクアッド （徳永千奈美、岡井千聖、夏焼雅、矢島舞美）
- HI‐FIN （萩原舞、石田亜佑美、福田花音、生田衣梨奈、中島早貴）
- トリプレット(工藤遥、岡井千聖、高木紗友希)
- かみいしなか かな（上國料萌衣、石田亜佑美、中島早貴、金澤朋子）

シャッフルユニット
- セクシーオトナジャン （藤本美貴・夏焼雅・村上愛）
  - オンナ、哀しい、オトナ （シングル 2005年6月22日［カップリングは他のユニットの曲］、シングルビデオ 2005年7月6日）
- High-King （田中れいな・高橋愛・清水佐紀・矢島舞美・前田憂佳）
- あぁ! （夏焼雅・鈴木愛理・佐保明梨）
- ZYX-α （新垣里沙・久住小春・梅田えりか・嗣永桃子・徳永千奈美・須藤茉麻・和田彩花・小川紗季）
- タンポポ# （亀井絵里・光井愛佳・熊井友理奈・岡井千聖）
- プッチモニV （中島早貴・萩原舞・真野恵里菜）